# Emilio Ferreras
Emilio Ferreras Cárdenas (n. Pinto, Madrid, España, 11 de enero de 1970) es un entrenador de fútbol español que actualmente dirige al C. D. Unión Sur Yaiza de la Segunda Federación.

## Trayectoria
Emilio comenzaría su carrera en los banquillos en las categorías inferiores del Atlético de Madrid, Atlético Pinto y en el Valdemoro Club de Fútbol. 
En la temporada 2004-05, firma como entrenador del CF Fuenlabrada de la Segunda División B de España, al que dirige durante cuatro temporadas.
El 9 de enero de 2009, se convierte en entrenador del Getafe Club de Fútbol "B" de la Tercera División de España, sustituyendo al destituido Manuel García Calderón.
En la temporada 2009-10, continuaría al frente del filial azulino con el que logró el ascenso a la Segunda División B de España. Emilio trabajaría durante otras tres temporadas más dirigiendo al Getafe Club de Fútbol "B" en la Segunda División B de España, manteniendo al equipo en la categoría de bronce del fútbol español, abandonando el cargo al término de la temporada 2012-13.
En la temporada 2014-15, regresa al CF Fuenlabrada de la Segunda División B de España. El 17 de febrero de 2015, sería destituido como entrenador del conjunto de Fuenlabrada.
El 19 de junio de 2016, firma como entrenador del Arandina CF de la Segunda División B de España.
El 4 de julio de 2018, firma como entrenador del Alcobendas Sport de la Tercera División de España.
El 11 de febrero de 2020, firma como entrenador del Getafe Club de Fútbol "B" de la Segunda División B de España, tras la destitución de Diego Montoya. 
En la temporada 2020-21, vuelve a dirigir al Getafe Club de Fútbol "B" de la Segunda División B de España, no pudiendo evitar su descenso a la Tercera Federación.
El 22 de febrero de 2022, firma por el Real Jaén Club de Fútbol de la Tercera División de España, sustituyendo a Juan Arsenal y al que dirigiría hasta el final de la temporada.
El 30 de diciembre de 2022, regresa al banquillo del Getafe CF B en la Tercera Federación, tras la destitución de Ángel Dongil. y consigue el ascenso a la Segunda Federación.
El 13 de noviembre de 2023, es destituido como entrenador del Getafe CF B de la Segunda Federación y es sustituido por Gabi Fernández
El 13 de febrero de 2025, firma por el C. D. Unión Sur Yaiza de la Segunda Federación.

## Equipos
| Equipo                | País   | Año             |
| --------------------- | ------ | --------------- |
| C. F. Fuenlabrada     | España | 2004-2008       |
| Getafe C. F. "B"      | España | 2008-2013       |
| C. F. Fuenlabrada     | España | 2014-2015       |
| Arandina C. F.        | España | 2016-2017       |
| Alcobendas Sport      | España | 2018-2019       |
| Getafe C. F. "B"      | España | 2020-2021       |
| Real Jaén             | España | 2022            |
| Getafe C. F. "B"      | España | 2023            |
| C. D. Unión Sur Yaiza | España | 2025-actualidad |